# Лелли, Фёдор Пантелеевич
Фёдор Пантелеевич (по надгробию — Пантелеймонович) Лелли (греч. Θεόδωρος Λέλλης; ок. 1759, Греция — 28 июля [9 августа] 1818, Санкт-Петербург) — контр-адмирал, участник русско-турецких войн.

## Биография
Родился в Греции около 1759 года.
Учился в Греческой гимназии в Санкт-Петербурге, по окончании которой в 1782 году был произведён в подпоручики и переведён, по желанию, во флот — в Кронштадт, для изучения морских наук.
В 1784 году был произведён в мичманы, а в 1787 году — в лейтенанты. В следующем году принял участие в сражении с турецким флотом на Очаковском лимане и за отличие был произведён в капитан-лейтенанты и 31 июля награждён орденом Св. Георгия 4-го класса (№ 265 по кавалерскому списку Судравского и № 543 по списку Григоровича — Степанова)
За отличные подвиги, оказанные в поражении турецких морских сил в 788 году на лимане при Очакове.
Вскоре, 19 октября того же года, он получил золотую шпагу с надписью «За храбрость».
В 1790 году участвовал в военных действиях Черноморской флотилии против турецких береговых укреплений и при штурме Измаила, а в 1791 и 1792 годах командовал шхуной Дунайской флотилии; за Дунайскую экспедицию был награждён орденом Св. Владимира 4-й степени.
Затем он последовательно командовал фрегатом «Царь Константин», кораблями «Святой Павел», «Святой Пётр» (1798) и «Святой Михаил». В 1798 году был произведён в капитаны 2-го ранга, в 1801 году — в капитаны 1-го ранга, в 1807 году — в капитан-командоры и в 1809 году — в контр-адмиралы.
Участвовал в Второй Архипелагской экспедиции русского флота в Средиземное море и в морских сражениях русско-турецкой войны 1806—1812 гг. После Тильзитского мира и ухода основных сил русской эскадры из Средиземноморья в 1807—1808 годах оставался старшим российским морским начальником на Корфу, командуя отрядом из линейного корабля «Михаил», фрегата, 11 бригов, корвета, 6 транспортов и нескольких малых судов. Был вынужден передать корабли и береговую базу французам по категорическому требованию императора Александра I и морского министра П. В. Чичагова
В 1814 году вышел в отставку «с причислением к Герольдии».
Скончался 28 июля (9 августа) 1818 года в Санкт-Петербурге на 60 году жизни; похоронен на Смоленском православном кладбище.
Его сын Константин Фёдорович, чиновник при Кавказском наместнике, был женат с 17 сентября 1844 года на дочери майора Елизавете Францевне Тиран (1822—1872).